# Paolo Bonaiuti
Pour les articles homonymes, voir Bonaiuti.
Paolo Bonaiuti (né le 7 juillet 1940 à Florence et mort à Rome le 16 octobre 2019) est une personnalité politique italienne, secrétaire d'État à la Présidence du Conseil dans les gouvernements Silvio Berlusconi II, III et IV ; dans ce dernier, il est chargé de l'édition à partir du 12 mai 2008.

## Biographie
Paolo Bonaiuti est un des leaders de Forza Italia depuis 1996 (élu député). Le 13 avril 2013, il annonce qu'il quitte Forza Italia pour le Nouveau Centre-droit.